# گلوتامیک اسید
گلوتامیک اسید یکی از بیست اسید آمینه اصلی یاخته‌های زنده است. امکان دارد L–گلوتامیک اسید به سلول‌های عصبی کمک کند اطلاعات را به سلول‌های دیگر ارسال یا دریافت نمایند. در انتقال پیام‌های نوروتیک مؤثر می‌باشد.
گلوتامیک اسید (Glu) در سال ۱۸۶۶ توسط شیمیدان آلمانی Karl Heinrich Ritthausen زمانی که تحت درمان با گلوتن گندم بود برای اولین بار کشف شد.
این آمینواسید ساختار زنجیری و دو گروه کربوکسیلیک اسید دارد که منجر شده pka برابر با ۴٫۱ داشته باشد که در نتیجه آن معمولاً گروه‌های کربوکسیلیک به‌طور یون منفی کربوکسیلات در ساختار اصلی دیده می‌شوند.
گلوتامات به ویژه در نورون‌های نخاعی به عنوان میانجی عصبی تحریکی عمل می‌کند.

## مسیرهای سوخت و ساز
در انسان این اسید آمینه غیرضروری است یعنی بدن خود می‌تواند آن را از ترکیبات دیگر (مانند آسپارتات و آلانین) تولید کند.

## خصوصیات
انتقال‌دهنده عصبی محرکی است که باعث افزایش تحریک رشته‌های عصبی موجود در دستگاه اعصاب مرکزی می‌شود. این اسید انتقال‌دهنده عصبی محرک و عمده‌ای در مغز و نخاع و ماده سازنده اولیه گاما آمینو بوتیریک اسید می‌باشد.
نقش این اسید آمینه در سوخت‌وساز قندها و چربی‌ها مهم است، و به انتقال پتاسیم در سرتاسر سد مغزی-خونی کمک می‌نماید. هر چند این اسید نمی‌تواند به راحتی گلوتامین از سد مغزی-خونی عبور کند، اما به میزان بالایی در خون یافت می‌شود و ممکن است مقدار کمی از آن در مغز نفوذ کند. مغز انسان می‌تواند از اسید گلوتامیک به عنوان سوخت استفاده کند. اسید گلوتامیک با برداشتن اتم‌های نیتروژن، در جریان ساختن اسیدآمینه دیگری به نام گلوتامین، آمونیاک را سم‌زدایی می‌کند. تبدیل اسیدگلوتامیک به گلوتامین تنها راهی است که به وسیله آن می‌توان آمونیاک موجود در مغز را برطرف نمود.
اسید گلوتامیک به درمان بیماری‌های شخصیتی کمک می‌کند و برای معالجه اختلال‌های رفتاری دوران کودکی مفید می‌باشد. از این آمینواسید برای درمان بیماری صرع، عقب‌ماندگی ذهنی، رخوت عضلانی، زخم‌ها و اغمای هیپوگلیسمیک (مشکلی که در هنگام درمان دیابت و در اثر مصرف انسولین به وجود می‌آید) استفاده می‌کنند.